# ロレンツォ・デ・メディチ
ロレンツォ・デ・メディチ（Lorenzo de' Medici, 1449年1月1日 - 1492年4月8日）は、イタリア、フィレンツェのルネサンス期におけるメディチ家最盛時の当主。公的な肩書きはなかったが、当時のフィレンツェ共和国を実質的に統治した。ロレンツォ・イル・マニーフィコ（Lorenzo il Magnifico）とも呼ばれる。
孫であるロレンツォ2世・デ・メディチと区別するために大ロレンツォと表記されることもある。
優れた政治・外交能力を持っており、イタリア各国の利害を調整する立場として大きな影響力を振るい、信頼を得ていた。また、一般市民には気前良く振舞い、絶大な支持を得た。学問や芸術（ことに文学）のパトロンとしても知られ、彼のもとでルネサンス文化は最盛期を迎えた。

## 生涯
1449年、父ピエロと母ルクレツィア・トルナブオーニの間に、長子として生まれた。祖父はコジモ・デ・メディチ（イル・ヴェッキオ）である。幼時から、フィレンツェの指導者としての教育を受け、近隣の王侯貴族とも交流した。
「ガイア・ブリカータ」という年上貴族の子弟と中心とした集団で派手な格好をして宮廷的な恋愛遊戯などを楽しむ遊興を行った。ボッティチェリもこの集団に属していた。快楽主義的側面と後の厳格な指導者としての二面性があるのがロレンツォの特徴。
1467年、父ピエロの貸付回収計画から表面化した高地派（ルカ・ピッティが中心）による反メディチへのイーモラ付近のクーデターが起こる。
またヴェロッキオが父ピエロの依頼でサン・ロレンツォのコジモの墓を作り、サン・マルコ修道院の巨大なブロンズ製の鐘を作っている。
1469年2月、成人した祝典として馬上槍試合をサンタ・クローチェ広場で行う。旗はヴェロッキオが担当し、フランス語で「時は再来せり」という言葉が入る。また虹と太陽と古代衣裳の貴婦人がプリントされ、月桂樹で枯れた枝の中央に緑の枝を言えることでロレンツォの将来性を表現した。祝典ではロレンツォの「理想の恋人」（騎士道的恋愛）ルクレツィア・ドナーティから軍神マルスの小像付きの兜を授けられる。鎧はミラノから、白馬（アラブの駿馬）はナポリ王・フェラーラから贈られる。
同年6月、ローマのオルシーニ家の娘クラリーチェ・オルシーニと政略結婚する。痛風の父ピエロに変わり母親がローマに行き探してきた。今までフィレンツェの名門の娘との結婚で正統性を確立してきたメディチ家だが、ついにローマの名門に繋がりを持つ。結婚式はメディチ家屋敷を解放した大宴会を催した。
マキャベリの『フィレンツェ史』によると、この馬上槍試合と結婚式は必要以上に派手に行ったのは、ピエロの時代に反メディチ派のニッコロ・ソデリーニがフェラーラと組んで、メディチ家がミラノ・ナポリ・教皇・フェデリコ・モンテフェルトロによる戦いにより煮え切らない勝利でこわばっていた民衆を明るくするためであるような事が書かれている。
同年12月、父ピエロが死ぬと、その跡を継いで20歳でメディチ家当主となり、フィレンツェの最高権力者となった。

### メディチ家当主引き継ぎ～パッツィ家の陰謀
メディチ銀行は1466年頃からサセッティ（英語版）が基本的に管理していたが、祖父コジモの時代にはフィレンツェ一番のお金持ちと言われたメディチ家だったが、父ピエロの時に大規模な貸し付けの回収計画による周辺諸国の警戒で、多くの支店と関係性は確立されていたが、財産は下降気味な状態として引き継ぐ。そのため、ロレンツォのパトロン活動も、コジモは建築などを発注する事によるものが多かったが、ロレンツォは有望な芸術家を色々な人に紹介するという活動がメインになる。
1470年、プラートの反乱。メディチ家による権力を固める現状に対する不満によるもの。実行者は厳格に処罰するが、共謀者は赦免することで寛大であることを示す。この頃にはミラノ支店がスフォルツァ家による大量の貸し付けにより資金めぐりが不能になっている（ガレアツォ・マリア・スフォルツァが就任した翌年1467年に巨額な貸し付けが生じ、1478年には閉鎖）。
1471年、ヴォルテッラ暴動事件。フィレンツェは衣服に彩色するために明礬が重要で、ヴォルッテラにおいて明礬が採掘されて、フィレンツェ商人に際する採掘権を得るためにヴォルッテラの人の大量の処罰を行っている。（暴動鎮圧のために、1472年にはウルビーノ公傭兵隊長フェデリーゴ・モンテフェルトロが軍事司令官を務める。）
シクストゥウス4世が教皇に就任。ロレンツォは祖父コジモ以来の「ローディの和」の均衡を維持しようと即位を祝うためにローマに特使として赴く。平民出の教皇は非常に野心的で、親族による権力の確立を目指し、メディチ家を敵対視し始める。
ミラノ公ガレアッツォ・マリーア・スフォルツァがフィレンツェ訪問。ヴェロッキオがミラノ公に贈るための「古代ローマ風」鉄兜と客室を改装を行う。ミラノ公は残忍な性格だが、フランス王の娘と結婚しており、外交上重要だった。一行には後のイル・モーロもいた。もてなしの劇中、かつてブルネレスキが建設したサント・スピーリト聖堂で火事が起きている。
また「バリーア」というメディチ家が選挙を取り仕切る制度を作る。これによりロレンツォが実質的な統治者としてゆるぎないものになる（ピエロの時代にコジモが築いた選挙管理制度が一部緩んでいたのをロレンツォが強化）。
1472年、ピサの大学の改革。従属都市ピサと親善関係を強化する目的で、共和政治の理念と関わりの深い法学（特に市民法）の講座をピサに移し、現実政治と関わりのうすい人文学の実をフィレンツェ大学に残す。これはメディチ家の支配にとっても好都合だった。
ヴェロッキオにサン・ロレンツォ聖堂の旧制具室に設置された父ピエロと叔父ジョヴァンニの共同墓碑をロレンツォが発注。
1474年、シクストゥウス4世に対抗するため、ヴェネツィア・ミラノと同盟を組む。また教皇はナポリと同盟。
1475年、弟ジュリアーノの成人の馬上槍試合が催される。このとき、ヴェネツィア外交官ベンボが滞在し、メディチ銀行ジュネーヴ支店を取り仕切ったアメリゴの娘ベンチとプラトニックな愛をしてダ・ヴィンチの『ジネヴラ』が発注されたとも。
1476年、反乱を治めることでメディチ家はゆるぎないものになる、という記述がマキャベリの『フィレンツェ史』に記述がある。
また祖父コジモあたりにヴェロッキオがフィレンツェに来たばかり（1466年頃から）のダヴィンチをモデルとした「ダヴィデ像」がメディチ邸にあったのだが、フィレンツェ政庁へ売却している。
1477年、ブリュゴーニュ公国豪胆王シャルルが返済を踏み倒す。ロレンツォにとっては領地にある明礬鉱の利権を獲得する方を優先した。
1478年、いわゆるパッツィ家の陰謀によって命の危険に晒された。フィレンツェ大聖堂で行われたミサの席上、暗殺者に襲われ、弟のジュリアーノは殺害されるが、ロレンツォはかろうじて逃れる。暗殺者らは市民に反乱を呼びかけるも失敗、後に捕らえられて処刑された。この処刑された者たちをボッティチェリに絵画で描く事を依頼（但し現存していない。ダヴィンチも処刑された様子をスケッチしているがロレンツォからの依頼によるものではない）。またヴェロッキオは蝋で等身大の彫像の作成を依頼されている。ロレンツォの小国保護によるイタリアの勢力均衡政策とシクトゥウス4世の法王庁国家強大化と肉親への愛による政策の衝突によるものがパッツィ家の陰謀の背景となり、メディチ銀行のライバル・パッツィ銀行や反メディチのシクトゥウス4世の影響化の者たちが首謀者となる。
この容赦の無い処置はパッツィ家と結んでいた時の教皇シクストゥス4世を激怒させ、パッツィ戦争が起こった。傭兵隊長フェデリコ・モンテフェルトロは今までフィレンツェに協力的であったがシクトゥウス4世が何とか味方に引き入れるため、手を尽くし、ナポリ軍に協力してフィレンツェを攻撃している（ただし、モンテフェルトロも教皇が対立する正当な理由を見出しており、大義は見出している）。その後状況打開のためロレンツォはピサ港からナポリまで赴き、3か月にわたる交渉をする。この危機を乗り切ると、ロレンツォの支配体制は確固としたものになり、フィレンツェ社会も総じて安定した（但し、このパッツィ家の陰謀を代表するシクストゥス4世との全面対決はローマ支店とナポリ支店の大打撃となった）。
更に、この後、弟ジュリアーノが殺された数日前に愛人が生んでいた遺児を保護して後のクレメンス7世になっている。
1480年、3月13日ロレンツォはナポリ王フェランテを説得し、リヴォルノ港港へ帰着。
ただ、ナポリ王の一部の軍がフィレンツェ近郊に残る。
7月、1453年にコンスタンティノープル陥落を実現したメフメト2世のトルコ艦隊がナポリ王国に接近。ナポリ・法皇との対立は完全に解消し、法皇を中心としたフィレンツェも含む連合がつくられる（ナポリ王が教皇に圧力をかけた）。そして翌年にはメフメト2世が急死し危機は去る。
シクストゥウス4世と関係は急接近し、息子ジョバンニの枢機卿就任の端となる。
妻クラリーチェへの贈り物としてドメニコ会に属するサン・マルコ修道院の所有する土地の一部であるサン・マルコ広場の庭園を購入。サン・マルコ修道院耳朶値は祖父コジモが全面改装して寄贈したものだった。
1481年、フェデリコ・モンテフェルトロと再び友好関係に。
カタストの累進課税制度が復活している。
シクストゥス4世との和平の証として、ペルジーノ、ボッティチェリ、ギルランダイオらをヴァティカンのシスティーナ礼拝堂の壁画装飾のために派遣（これがシスティーナ礼拝堂の第一回目の装飾になる）。
またヴェネチアでバルトロメーオ・コッレオーニの騎馬像を作る計画があり、ヴェロッキオをロレンツォが推薦する（1486年くらいから本格的にヴェロッキオはヴェネチアに行き制作）。
1482年、シクトゥウス4世の甥ジローラモ・リーアリオがフェラーラ領へ侵攻し、教皇国・ヴェネツィア・ジェノヴァとフェラーラ・ナポリ・ミラノ・フィレンツェ・マントヴァ・ボロニアの両陣営の戦争に入る。この戦争は、フェデリコ・モンテフェルトロの最後の戦争として記憶される。フィレンツェ側の連合軍の総司令官にフェデリコ・モンテフェルトロは就任し、ロレンツォ自身もモンテフェルトロを出兵時に出向いている。しかし、勝利はするものの、フェデリコ・モンテフェルトロは部下を見捨てられず病でなくなる。
フィチーノがロレンツォに『プラトン神学-霊魂の不滅について』を献ずる。

### 豪華王として君主的権力時代

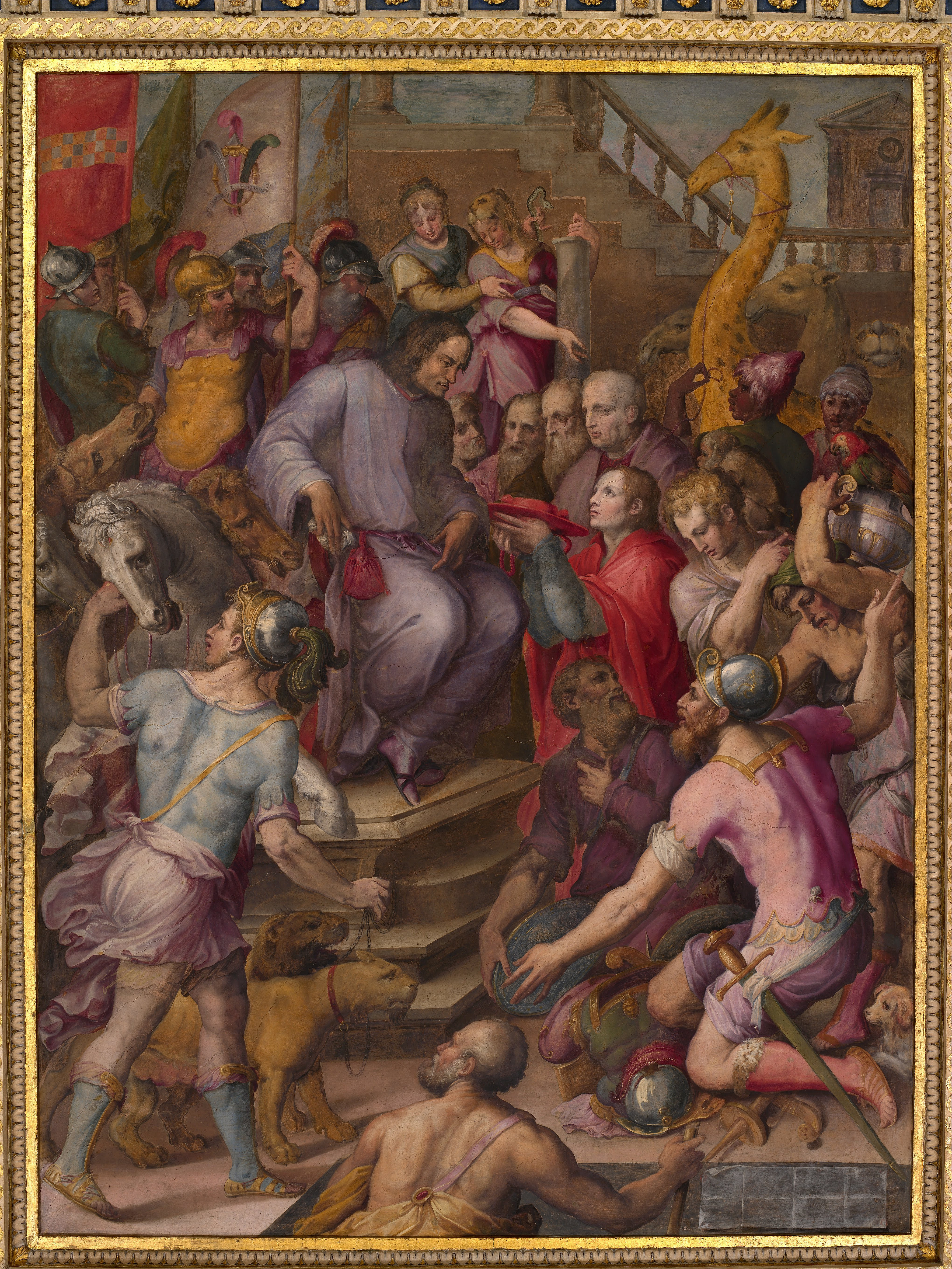
諸国の使節から贈り物を受けるロレンツォ豪華王（ヴァザーリ画、1556年-1558年頃）

以後、ロレンツォは各勢力が乱立するイタリアのバランサーとして、大いにその外交手腕を発揮した。その外交の特徴は勢力均衡と現状の維持である。彼はその財と個人的な魅力を巧みに使い、イタリア内の安定を実現した。
ロレンツォの時代はフィレンツェ・ルネサンスの最盛期となったが、一方でメディチ銀行経営の内実は巨額の赤字を出しており、破綻寸前の状態であった。また、共和国の公金にも手を付けていたといわれる。
そうした折、メディチ家ゆかりのサン・マルコ修道院の修道士サヴォナローラがフィレンツェ社会の腐敗やメディチ家支配を批判する説教を行い、多くの信奉者を集めていた。ロレンツォは説教を禁止することはなく、ひそかに関心を寄せていた。そうした寛容さを示す一方で、説教の妨害も間接的に行っている。
1484年、シクストゥウス4世死去。インノケンティウス8世が就任。教皇とナポリ王国の間には新たな戦争が起こるが、ロレンツォは中立な立場を守る。
同年、リヨン支店が経営難になるため、メディチ銀行の責任者であるフランチェスコ・サセッティ自ら立て直しに向かうが、フランス王シャルル8世によるイタリアへの不利な政策転換（イタリアへの現金移送禁止、絹織物・贅沢品の輸入禁止）などが追い打ちになり、1488年には閉鎖する事になる。ただ、この時期サセッティとギルランダイオによる新プラトン主義の芸術家は、ロレンツォが庇護していたフィチーノの「プラトン神学」の体系的に確立の時期と重なる。また銀行経営難の低落と衰退を食い止めるため、サセッティと共に1482年と86年二度に渡って会社組織全体の再編を計画するが1490年のサセッティの死により実現せず。
1485（～89）年、パッツィ家の陰謀の際、メディチ家の従弟ジュリアーノなどに借金をしていて、現金で返せないため別荘を従弟らに譲る。その代わり、ポッショ・ア・カイアーノのメディチ壮を建設。ロレンツォはコジモ同様建築に精通していて、特に幼少期に接点のあったアルベルティの影響を強く受けた古代趣味の別荘を新たに建設。
1488年、パッツィ家の陰謀の発端となったジローラモ・リーアリオがメディチ家の裏の扇動で反乱を起こされ死去する。この時の反乱でカテリーナ・スフォルツァ（ジローラモと結婚していた）がスカートの裾をめくって「子供たちならいくらでも作ることができる」というような反論をしたというエピソードが生まれる。またこの反乱を治めたのもフィレンツェの援軍が影響しており、以後イーモラ・フォルリと友好的な関係になる。
同年、ロレンツォは教皇との関係を深めるため娘マッダレーナを庶子フランチェスケット・チーボと結婚させる。
1489年、2月には教皇との縁戚関係を足掛かりに次男ジョバンニの枢機卿昇任という目的を達成のため、教皇や枢機卿につぎこむ。またロレンツォの奥さんの家系にあたるローマのオルシーニ家にも大量の貸し付けを行う。この2つのため、ローマ支店は経営難になる。
サンマルコ修道院に1482年から着任しこの年に修道院長となったサヴォナローラと会う事を期待してサン・マルコ庭園にロレンツォが赴く。そのサン・マルコ庭園にて彫刻を始めとする芸術の保護がされていて勉強の場として使われていて、そこで学んでいた少年ミケランジェロと出会い、才能を見出し以後ロレンツォの自邸などで積極的に保護する。
1491年、フィレンツェ大聖堂のファサードの設計案コンクールをロレンツォが発議し、さらにロレンツォ自身も審査に参加（ロレンツォの意向でここでは採用案は決まっていない）。

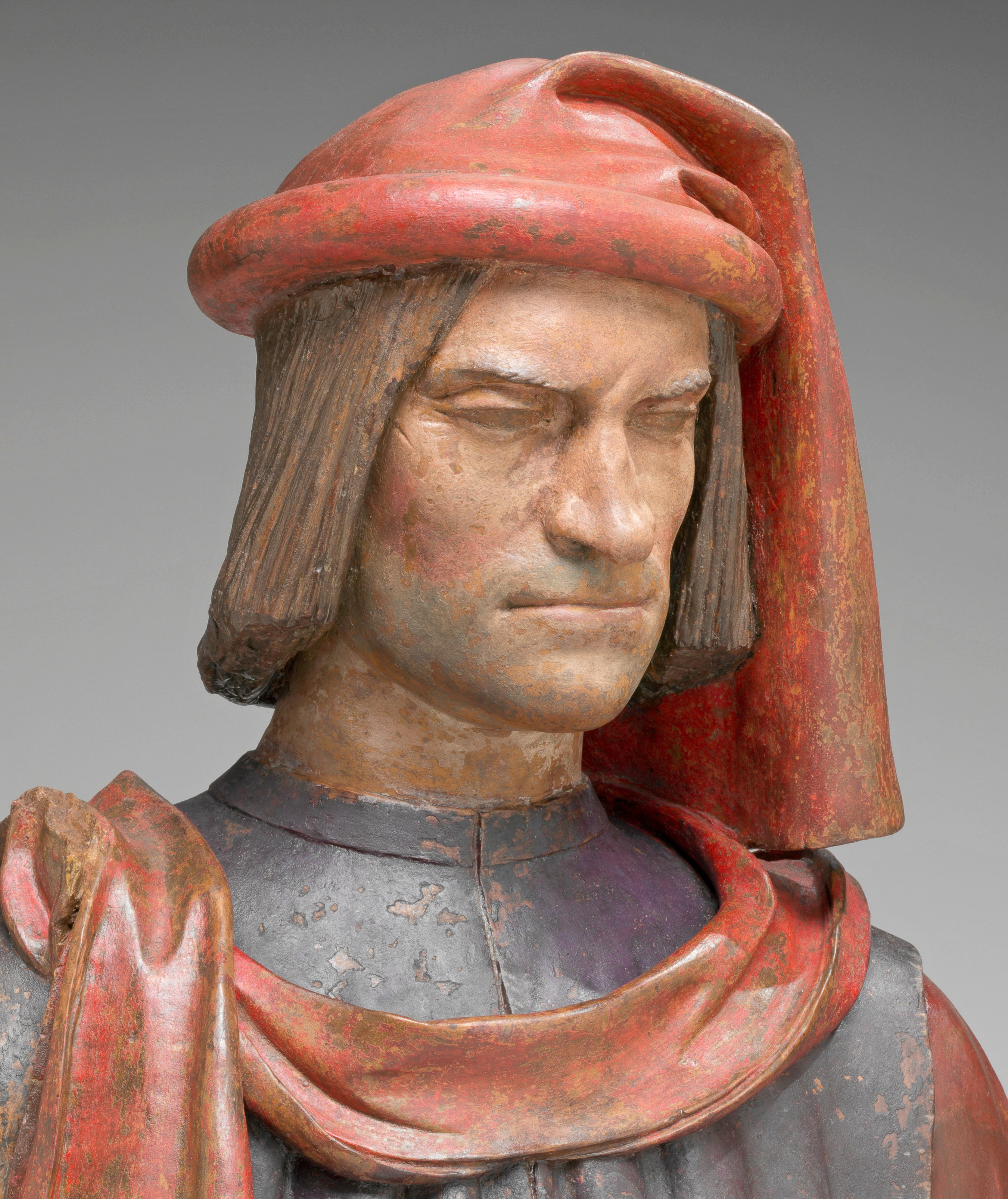
ロレンツォ・デ・メディチ像　1480年にヴェロッキオが制作。

当時彼はメディチ家の持病とも言える痛風に苦しんでおり（遺伝によるものである可能性が高く祖父コジモも父ピエロも晩期には痛風に悩んでいた。そのためその遺伝を断ち切るために違う血筋をという事でローマのオルシーニ家の妻と結婚することを選ばれた側面もある）、1492年には43歳で死の床に就くが、サヴォナローラを自宅に招いて罪の告白を行ったという。ただし、罪の告白はサヴォナローラ側による宣伝で、捏造であるともされている。
死後、長男のピエロが家督を継ぐが、フランス軍の侵攻にあってその対処を誤り、市民の怒りを買う（但し、このフランス軍侵攻までの原因はロレンツォが残した莫大の借金とピエロの遺産相続から問題がこじれ、ミラノとヴェネツィアが法皇と組んでフィレンツェ・ナポリに対抗して争い、法皇アレクサンデル6世［ロレンツォの死と同じ年にインノケンティウス8世も亡くなっている］がナポリの王位を狙ってフランス王シャルル8世を誘った側面がある）。この為、メディチ家は一時フィレンツェを追放され、その後のフィレンツェで政治を壟断したのはサヴォナローラであった。ロレンツォの死後、フィレンツェは動乱期を迎える事となり、メディチ家にとっても転換期となった。

## パトロンとしての活動
ボッティチェリ、リッピなどの芸術家やフィチーノ、ミランドラら人文主義者を多数保護し、芸術・学芸のパトロンとして、祖父コジモと並んで、後世まで模範と仰がれた。古典の教養も豊かで祖父コジモの代に創立されたプラトン・アカデミーを主宰。自ら詩作や批評を行い、その文才は現代でも評価されている。青春の美しさと儚さを歌った「謝肉祭の歌」の一節が知られる。
美術のみならず、建築、彫刻においてもパトロンとして知られ、イタリア中に芸術・学問の庇護者メチェナーテ（古代ローマのマエケナスに由来する）として名声を博した。また、ロレンツォの特異な点として、美術家の国外派遣が挙げられる。彼はフィレンツェの主要な美術家を、ローマ、ヴェネツィア、ナポリ、ミラノに積極的に派遣した。これはロレンツォの外交政策の一端ではあったが、これにより、フィレンツェのルネサンス美術は、イタリア中に広まったと言える。
このロレンツォの特徴は、コジモと違い資金がなかったことも影響している。
ロレンツォの時代は、ルネサンスが正に華開いた「盛期ルネサンス」と重なる。しかし、ロレンツォ後のフィレンツェは衰退し、ルネサンスの中心はローマへと移っていく事となる。
若き日のミケランジェロに彫刻の才能を見出し、自宅に住まわせて面倒をみた。

## 家族

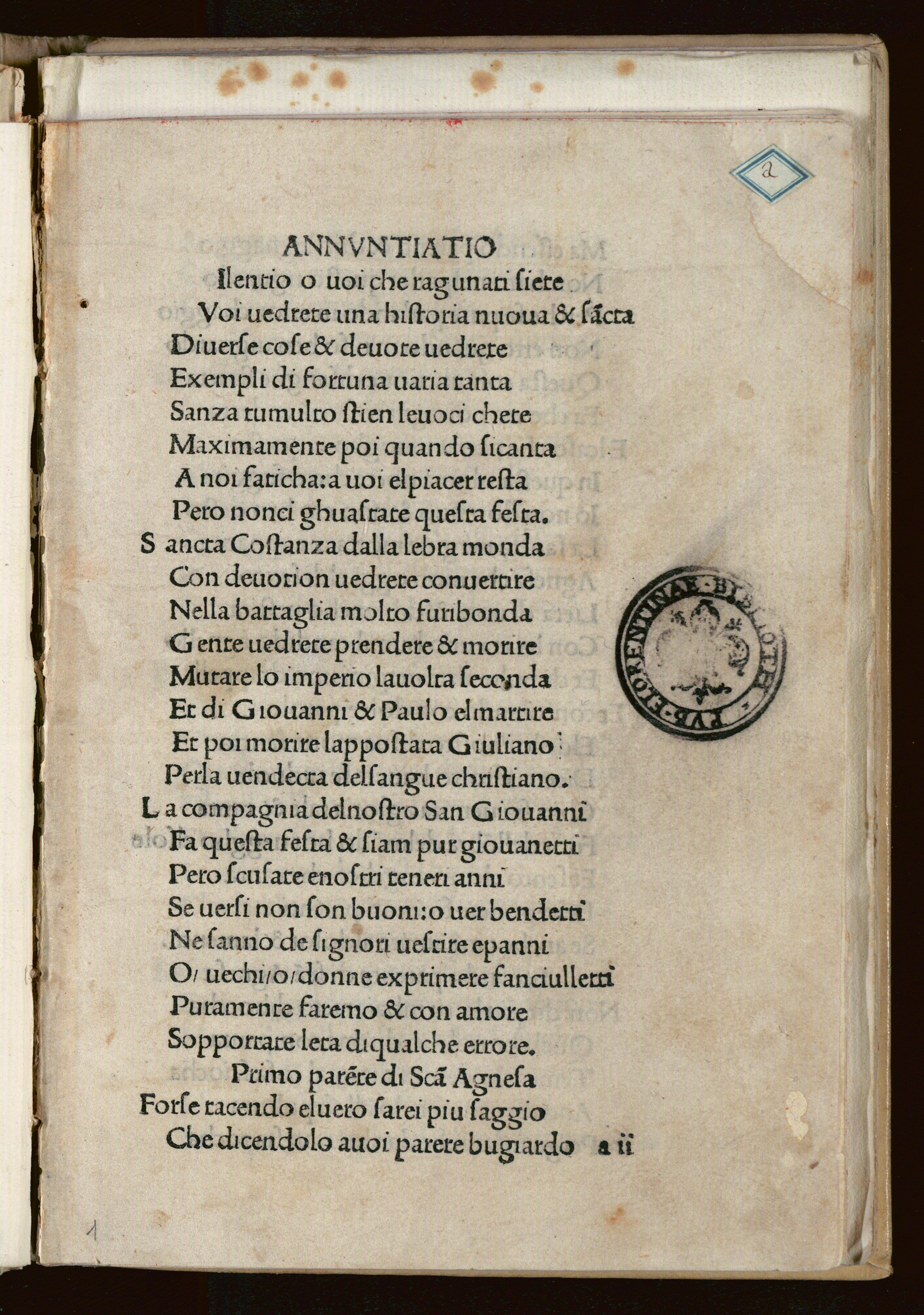
Rappresentazione dei santi Giovanni e Paolo

- 妻：クラリーチェ・オルシーニ（1450年 - 1488年）
ローマの名門オルシーニ家の娘。
- 長女：ルクレツィア・デ・メディチ（1470年 - 1553年）
1489年、ヤコポ・サルヴィアティと結婚。マリア・サルヴィアティの母、トスカーナ大公コジモ1世の祖母。
- 長男：ピエロ・デ・メディチ（1472年 - 1503年）
父から愚か者と評された。事実彼は、人文学的教養は備わっていたが、傲岸不遜で政治的能力に欠けており、市民の不興を買ってフィレンツェを追われた。不運な死を迎えた事で不運なピエロ（ロ・スフォルトゥナート）と呼ばれた。しかしその生涯から、愚かなピエロ（イル・ファトゥオ）とも言われることが多い。
- 次女：マッダレーナ（1473年 - 1528年）
1487年、ローマ教皇インノケンティウス8世の庶子フランチェスケット・チーボ（1449年 - 1519年）と結婚。
- 次男：ジョヴァンニ・デ・メディチ（1475年 - 1521年）
父から賢いと評され、彼は兄ピエロとは違い、パトロン活動には積極的であった。父譲りの政治的能力を発揮して最終的にローマ教皇レオ10世に即位したが、 過剰な免罪符販売を行なってマルティン・ルターによる宗教改革を誘発させた。
- 3男：ジュリアーノ・デ・メディチ（1479年 - 1516年）
父から心優しいと評された。政治的能力は無かったが、教養と文才に富んだ貴公子と呼ばれた。フランスの王族の娘と結婚し、フランス王フランソワ1世からヌムール公の称号を与えられた。これ以降メディチ家はフランスとの結び付きを深めていった。またレオナルド・ダ・ヴィンチのモナ・リザは、ジュリアーノの依頼により彼の愛人（コスタンツァ）を描かせたもの、とする説もある（通説ではジョコンダ夫人を描いたもの）。
- 養子：ジュリオ・デ・メディチ（1479年 - 1534年）
パッツィ家の陰謀で暗殺されたジュリアーノ・デ・メディチの子でロレンツォの甥。ロレンツォが引き取り養子とした。枢機卿となり、後にローマ教皇クレメンス7世となった。